# Scleria cuyabensis
Scleria cuyabensis är en halvgräsart som beskrevs av Pilg.. Scleria cuyabensis ingår i släktet Scleria och familjen halvgräs. Inga underarter finns listade i Catalogue of Life.